# توشیما
جزیرهٔ توشیما (به ژاپنی: 利島 Toshima) یکی از جزایر ایزو است. از نظر تقسیمات کشوری این جزیره یکی از بخش‌های ایزواوشیما و وابسته به استان توکیو محسوب می‌شود.

## دسترسی به جزیره

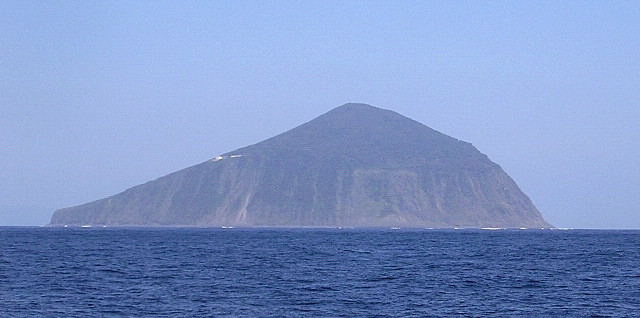

برای رفتن به این جزیره باید از کشتی یا قایق‌های شرکت دریایی توکائی کیسن  (東海汽船) استفاده کرد. به‌طور کلی از هفت ترمینال مختلف این شرکت در شرق هونشوی ژاپن می توان به هفت جزیرهٔ سیاحتی این مجمع الجزایر سفر کرد. در داخل توکیو دو ترمینال توکائی کیسن وجود دارد. ترمینال واقع در یوکوهاما بنام اوسان باشی (横浜／大さん橋ターミナル) و دیگری ترمینال واقع در ایستگاه هاماماتسوماچی (浜松町駅)  بنام تاکه شیبا ( 東京・竹芝客船ターミナル ).